# Junkers L5
Junkers L5 byl kapalinou chlazený šestiválcový řadový motor určený pro pohon letadel, vzniklý v Německu v 20. letech 20. století. Poprvé byl spuštěn v roce 1922. Jednalo se o zvětšeného pokračovatele motoru Junkers L2, což byla licenčně vyráběná verze motoru BMW IV.

## Vývoj a popis
Junkers L5 byl vyvinut z prvního kapalinou chlazeného motoru společnosti Junkers s označením L2. Motor měl ale o čtvrtinu větší zdvihový objem oproti svému předchůdci, a proto se jednalo o výkonnější motor. Jednalo se o čtyřtaktní, benzínový, vodou chlazený, řadový, šestiválcový motor se svislými písty se zdvihovým objemem téměř 23 litrů. Motor přejal některé rysy motorů L2, jako byla dvojice výfukových a sacích ventilů poháněných vačkovou hřídelí v hlavě motoru, dvojicí zapalovacích svíček a dvěma magnety. Systém mazání motoru broděním použitý na motoru L2 byl však opuštěn ve prospěch nuceného mazání mazacím okruhem. Dvojice karburátorů motoru L2 byla nahrazena jedinou plovákovou komorou. Podobně jako motor L2 měl i motor L5 přímý pohon vrtule.
Standardní verze měla kompresní poměr 5,5:1, ale existovaly i jiné verze s jiným kompresním poměrem v závislosti na oktanovém čísle použitého paliva, které se pohybovalo od 76 do 95. Série G měla vyhřívaný karburátor. Existovaly i různé systémy startování motoru, od vnitřního startéru, přes startování stlačeným vzduchem, až po tradiční ruční roztáčení motoru.

## Operační historie
Motor L5 prokázal svou spolehlivost, a proto byl zvolen jako pohon většiny letounů společnosti Junkers v polovině 20. let 20. století a stejně tak i pro pohon mnoho dalších letounů jiných německých výrobců. Mnoho z nich pohánělo letouny Junkers F 13 a Junkers W 33, které dominovaly světové letecké dopravě v polovině 20. let 20. století.
Nejlepší ukázkou spolehlivosti motoru L5 byl let jednomotorového letounu Junkers W 33 Bremen , který jako první letoun s pevnými křídly překonal Atlantský oceán ve směru z východu na západ v dubnu 1928. Pro tento let byl kompresní poměr zvýšen na 7:1 k dosažení dostatečného výkonu pro vzlet palivem přetíženého letounu. V červenci 1925 dokázal letoun Junkers W 33 poháněný motorem L5 zůstat ve vzduchu 65 h a 25 min při spotřebě paliva 35,6 kg/h.

## Varianty
- L5 – základní verze s mnoha variantami kompresních poměrů,výkonů a startovacích systémů.
- L55 – dvanáctiválcový motor vytvořený z dvojice motorů L5 se společnou klikovou hřídelí.
- L8 – pokračování vývoje motoru se stejným zdvihovým objemem, ale s vyššími otáčkami, výkonem a redukcí otáček vrtule pro zvýšení její účinnosti.[2]
- L88 – dvanáctiválcový motor vytvořený z dvojice motorů L8 se společnou klikovou hřídelí.

## Použití (L5)
- Albatros L.73
- Albatros L 75
- Focke-Wulf A 32
- Heinkel HD 42
- Heinkel He 50
- Junkers F 13
- Junkers A 20
- Junkers A 35
- Junkers G 23
- Junkers G 24
- Junkers K 30
- Junkers G 31
- Junkers W 33
- Messerschmitt M 24
- Rohrbach Ro.VIII

## Specifikace (L5)

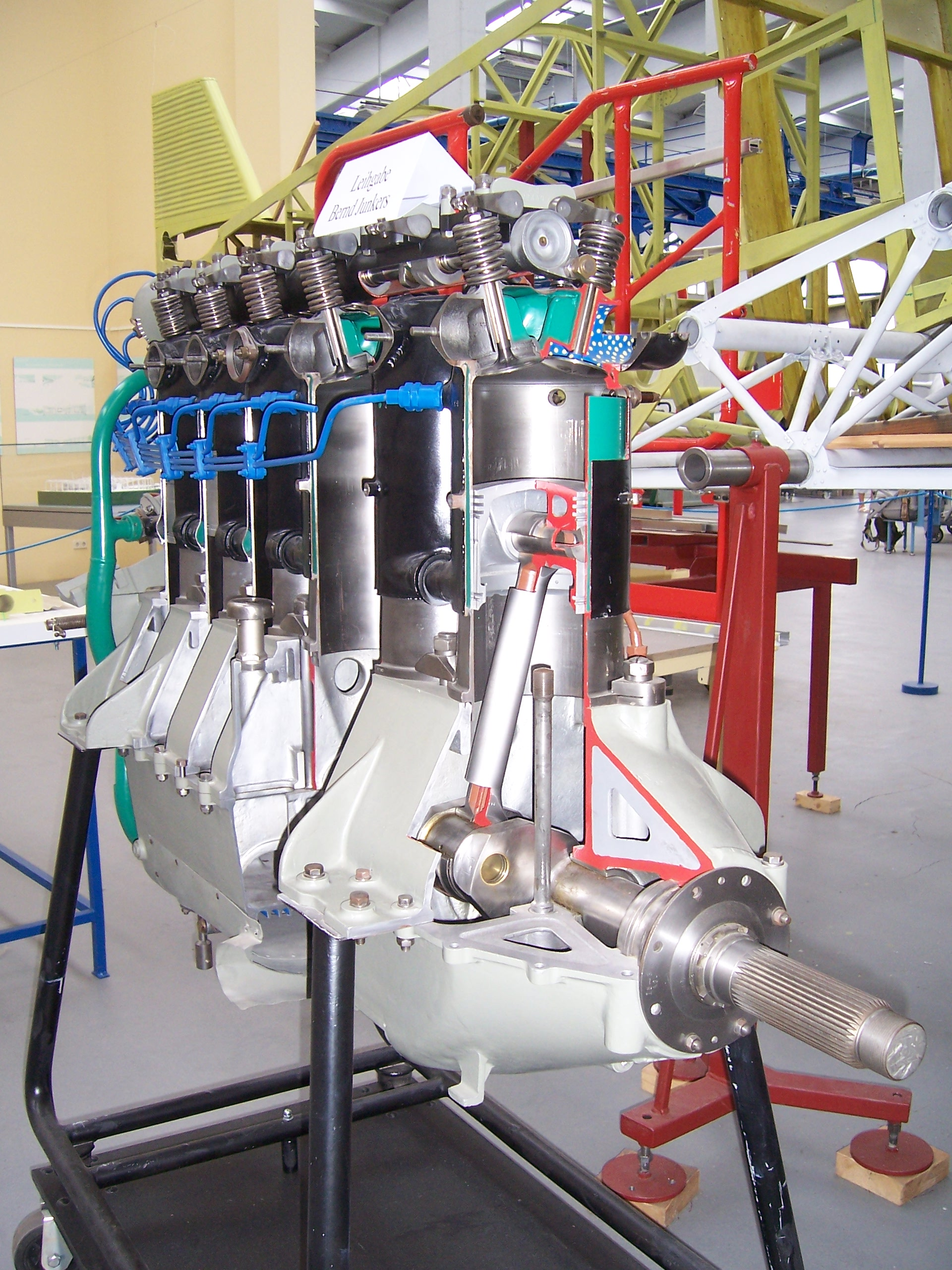
Dochovaný motor Junkers L5 vystavený v muzeu společnosti Junkers

Data pocházejí z publikace „Junkers Aircraft & engines 1913–1945“.

### Technické údaje
- Typ: šestiválcový kapalinou chlazený řadový motor
- Vrtání válců: 160 mm
- Zdvih pístů: 190 mm
- Zdvihový objem: 22,92 l
- Délka motoru: 1 750 mm
- Šířka motoru: 650 mm
- Výška motoru: 1 265 mm
- Suchá hmotnost: 334 kg

### Součásti motoru
- Ventilový rozvod: velké výfukové a sací ventily poháněné jednou vačkovou hřídelí na hlavě motoru poháněnou ozubeným převodem od klikového hřídele
- Turbokompresor (dmychadlo): bez dmychadla
- Palivový systém: jednoplovákový dvojitý Venturiho karburátor, dvě zapalovací svíčky na válec, dvě magneta
- Palivo: benzín 95 oktanů (v závislosti na kompresním poměru)
- Olejový systém: nucený[2]
- Chlazení: kapalinou

### Výkony
- Maximální výkon: 260 kW (348,7 hp) při 1 450 otáčkách (při startu)
- Maximální výkon za letu: 208,8 kW (280 hp)
- Kompresní poměr: až 7:1
- Spotřeba paliva: 61,6 kg/h
- Poměr hmotnosti a výkonu: 1,22 kg/kW